# Banco di Napoli
Banco di Napoli S.p.A. è stata una banca italiana.

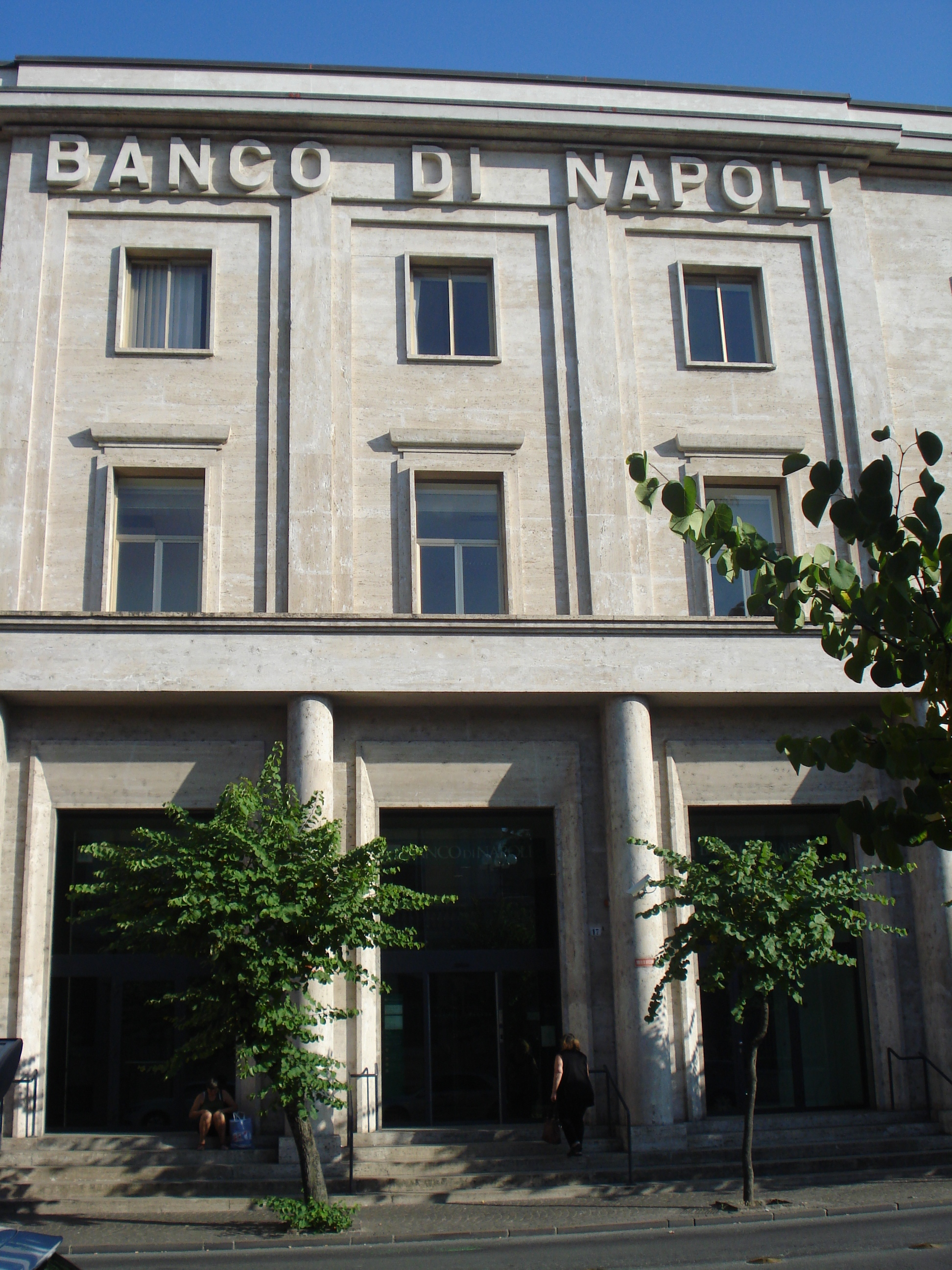
Banco di Napoli, sede di Cosenza

A seguito dell'acquisizione avvenuta a fine 2002 del Banco di Napoli da parte del gruppo Sanpaolo IMI, la banca nel 2003 aveva assunto la denominazione Sanpaolo Banco di Napoli. L'operazione si era realizzata in due fasi distinte:
- Alla fine del 2002 ci fu la fusione per incorporazione di Banco di Napoli S.p.A. in Sanpaolo IMI S.p.A., con conseguente cessazione della prima.
- Successivamente venne costituita Sanpaolo Banco di Napoli S.p.A. alla quale, con effetto dal 1º luglio 2003, fu conferita l'intera attività del vecchio Banco di Napoli.

Con la fusione avvenuta nel dicembre 2006 tra Banca Intesa e Sanpaolo IMI la società è entrata a far parte del gruppo Intesa Sanpaolo ed ha ripreso successivamente il vecchio nome di Banco di Napoli S.p.A. Nel dicembre 2017 Intesa Sanpaolo ha deciso, nell'ambito di un piano di razionalizzazione del gruppo, l'incorporazione del Banco di Napoli che è diventata operativa il 26 novembre 2018.

## Storia
Il Banco di Napoli è stata una delle più importanti e più antiche banche del mondo; le sue origini risalgono ai cosiddetti banchi pubblici dei luoghi pii, sorti a Napoli tra il XVI e il XVII secolo, e in particolare a un monte di pietà, il Banco della Pietà, fondato nel 1539 per concedere prestiti su pegno senza interessi da tre nobiluomini napoletani, Aurelio Paparo, Gian Domenico di Lega e Nardo di Palma Castiglione. Tale istituzione nel 1584 aprì una cassa di depositi, riconosciuta da un bando del viceré di Napoli nello stesso anno. Alcuni studiosi ne fanno risalire le origini al 1463, quando la Casa Santa dell'Annunziata già operava a Napoli. Questa data di fondazione renderebbe il Banco di Napoli la più antica banca al mondo in continua attività sino al 2018.

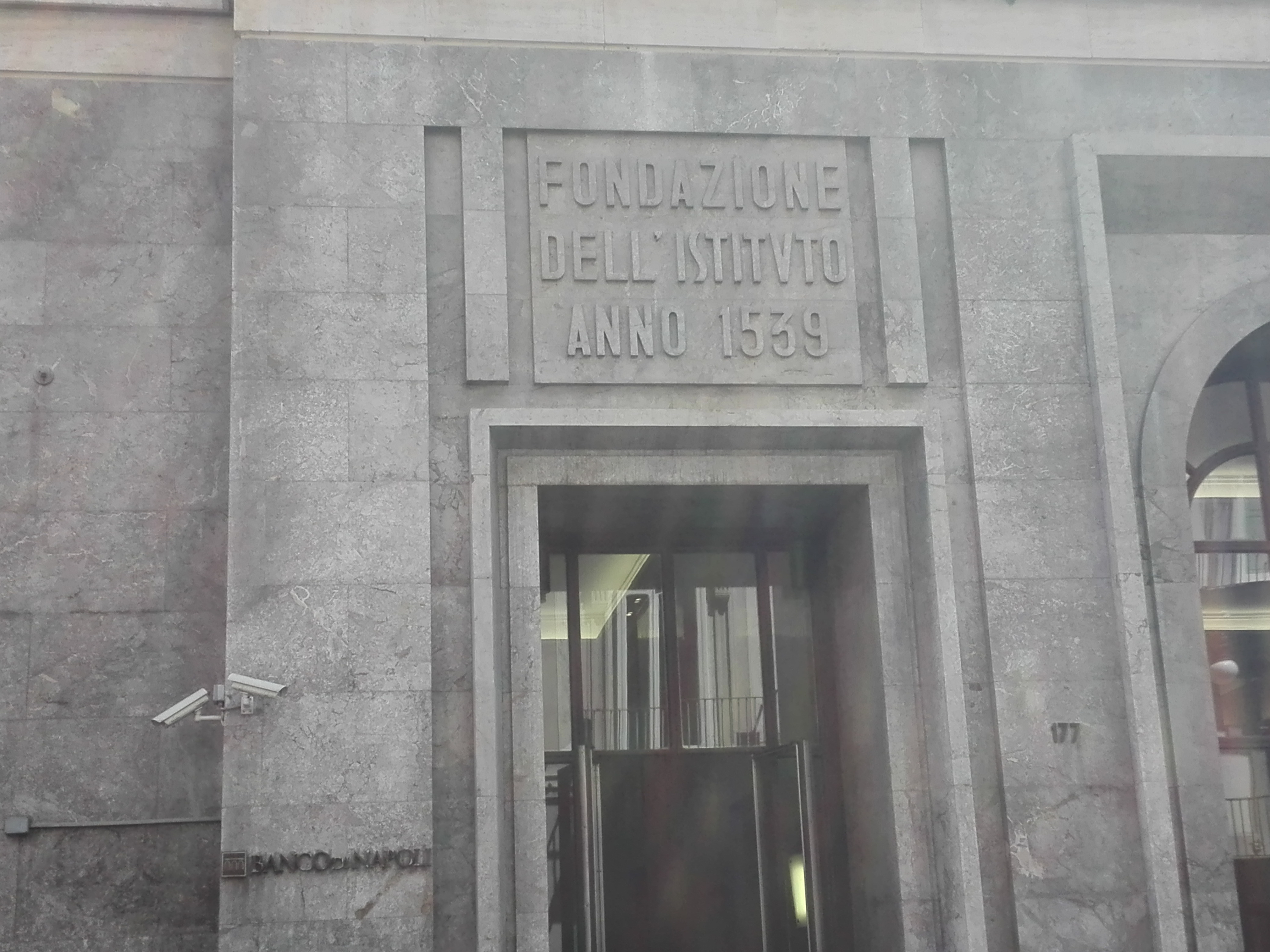
L'ex sede centrale della banca in via Toledo

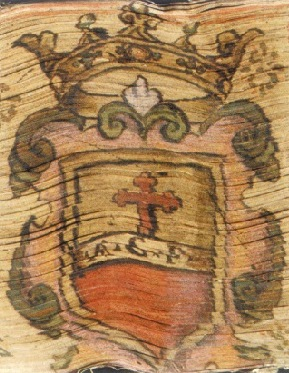
Stemma del Banco della Santissima Annunziata

Altri sette istituti simili vennero successivamente fondati in Napoli tra il 1587 ed il 1640:
- Banco dei Poveri (1563);
- Banco della Santissima Annunziata (1587);
- Banco del Popolo (1589);
- Banco dello Spirito Santo (1590);
- Banco di Sant'Eligio (1592);
- Banco di San Giacomo e Vittoria (1597);
- Banco del Salvatore (1640).

Dopo circa due secoli di attività indipendente tra di loro, nel 1794 un decreto di re Ferdinando IV di Napoli portò all'unificazione degli otto istituti esistenti in un'unica struttura che viene denominata Banco Nazionale di Napoli.
Seguendo i cambiamenti politici che hanno caratterizzato il XIX secolo a Napoli e nell'Italia meridionale, anche il Banco di Napoli muta denominazione e struttura. Passando dal regno dei Borbone a quello di matrice napoleonica, il re di Napoli Gioacchino Murat tentò di trasformare il Banco in una società per azioni analoga alla Banca di Francia e crea il Banco delle Due Sicilie, destinato ad avere le stesse funzioni attraverso la Cassa di Corte e la Cassa dei Privati. Con i moti rivoluzionari del 1849 perse le agenzie siciliane che fondano il Banco dei Reali Domini di là dal Faro, futuro Banco di Sicilia.
Nuovi cambiamenti avvengono nel 1861 con l'unità d'Italia, mutamenti che segnano la nascita della denominazione Banco di Napoli, che sarà preposta all'emissione della moneta del Regno d'Italia per sessantacinque anni. Fra il 1873 e il 1893 il Banco fu membro del Consorzio obbligatorio tra gli istituti di emissione.
Nel tempo sono cambiate anche le sedi della banca, che, dall'originaria sede del Monte di Pietà sita in via San Biagio dei Librai, in pieno centro storico di Napoli, a partire dal secolo XIX trova la sua finale collocazione nel nuovo Palazzo del Banco di Napoli in via Toledo. Si avvia l'espansione dell'istituto, con la creazione di una cassa di risparmio, successivamente incorporata, e con l'apertura delle prime filiali fuori dall'area meridionale, in particolare a Firenze (1867), Roma (1871) e Milano (1872). Risale inoltre a questo periodo la creazione di una sezione di credito agrario, che ebbe primaria importanza nel finanziare lo sviluppo dell'agricoltura nell'Italia meridionale e la sua specializzazione nelle colture viticole ed agrumicole.
Un'altra svolta storica per l'istituto avviene nel 1901, quando viene avviata la prima attività all'estero: un ufficio a New York per agevolare le rimesse degli emigranti, trasformato in agenzia a tutti gli effetti nel 1909.
Dopo essere stato per molti anni anche istituto di emissione, il 6 maggio 1926, a seguito del passaggio della funzione alla Banca d'Italia, assume la qualifica di istituto di credito di diritto pubblico e anche un maggior ruolo nello sviluppo del Mezzogiorno; in particolare, dopo la crisi del '29, assume un ruolo importante nel salvataggio delle diverse banche locali nel Sud Italia. Nel 1931, primo fra le banche italiane, si dota di un proprio ufficio studi per seguire l'economia del proprio territorio creando anche una propria rivista, la Rassegna economica, ancora in essere e oggi gestita dall'Associazione Studi e Ricerche per il Mezzogiorno, che ha ereditato il patrimonio informativo e di competenze del vecchio Ufficio studi. Lo status di istituto di diritto pubblico viene mantenuto fino al 1991, quando, in osservanza della cosiddetta legge Amato, viene trasformato in società per azioni, dando origine anche all'Istituto Banco di Napoli - Fondazione, a cui viene trasferito l'importante archivio storico che va dal XV secolo ad oggi.
Il decennio 1991-2002 è stato un periodo molto complesso per il Banco di Napoli, che ha attraversato una fase difficile, con sofferenze pesanti e conseguenti difficoltà finanziarie dovute principalmente ad un'ispezione, risultata poi errata, di Banca d'Italia. La gestione di Ferdinando Ventriglia, basata su una sopravvalutazione delle attività e sottovalutazione delle passività, da distribuire in più esercizi per non dare al mercato segni di debolezza, si è rivelata fatale in quanto si inserisce in un periodo di grave crisi macroeconomica per il meridione, sfociato nell'anno "nero" del 1993. Lo stop degli interventi straordinari nel Mezzogiorno, richiedevano una gestione prudenziale, che evitasse una espansione cui non facesse seguito una pari solidità patrimoniale. Invece l'aumento degli impieghi, e della raccolta interbancaria (la più costosa) non è stata, nella prima metà degli anni '90, proporzionata alla massa patrimoniale. Ne conseguono indici di solvibilità ben al di sotto della normativa sulla vigilanza prudenziale (che prevede un rapporto tra attivo fruttifero e patrimonio netto che non deve scendere al di sotto dell'8%).
L'ispezione della Banca d'Italia, durata undici mesi e conclusasi nel dicembre del 1995, costituisce un duro atto d'accusa alla gestione Ventriglia, cui segue essenzialmente il ricambio di tutti i vertici della spa con nomina di Federico Pepe alla direzione generale e Carlo Pace (futuro deputato d'Alleanza Nazionale) alla presidenza. Minervini invece copre il ruolo di presidente della Fondazione Banco di Napoli (azionista di maggioranza del Banco di Napoli spa), egli ritiene che per superare la crisi un intervento del Tesoro sia necessario per attuare una giusta ricapitalizzazione del Banco, ma allo stesso tempo si batte strenuamente affinché venga riconosciuto il valore di avviamento della società così da evitare la completa esautorazione della Fondazione, che comporterebbe un azzeramento del Capitale Sociale e anche ingenti danni per gli azionisti di minoranza.
Il Tesoro, tramite il decreto-legge Dini, decreta una ricapitalizzazione pari a 2283 miliardi per il Banco, cui però fa necessariamente seguito l'azzeramento del Capitale Sociale e l'ingresso del Tesoro in qualità di azionista di maggioranza finché non si giunga alla privatizzazione anticipata al 1997 (prima prevista per il 1998). La Banca è stata acquistata per una cifra irrisoria (60 miliardi di Lire, circa 30 milioni di Euro) da parte della cordata composta dalla Banca Nazionale del Lavoro e dall'Istituto Nazionale delle Assicurazioni..
Dopo circa tre anni di gestione in cui il Banco di Napoli consegue degli utili grazie agli interessi attivi percepiti sul prestito concordato alla Sga: Società Gestione Attività, la cordata BNL/INA ha ceduto la Banca al gruppo Sanpaolo IMI, che ha acquistato la proprietà della Banca per una cifra vicina ai 6.000 miliardi di Lire, mutandone la denominazione in Sanpaolo Banco di Napoli S.p.A. e dotandola di un Capitale Sociale di 800.000.000 di Euro.
A seguito delle ultime operazioni societarie di fusione del Gruppo Sanpaolo IMI nel gruppo Intesa, avvenute nel 2006, al Sanpaolo Banco di Napoli è stato demandato il compito di presidiare le quattro regioni meridionali della Campania, Puglia, Basilicata e Calabria, oltre all'agenzia presso Palazzo Montecitorio a Roma. L'8 giugno 2007, a seguito di una delibera dell'Assemblea dei soci, la Banca ha nuovamente assunto la denominazione di Banco di Napoli S.p.A.
Nel 2018 il Banco di Napoli è ufficialmente incorporato in Intesa Sanpaolo, cessando ufficialmente di essere una banca separata e venendo cancellato dagli albi dell'Associazione Bancaria Italiana.

## L'ex struttura
L'integrazione del Banco di Napoli nel gruppo Sanpaolo IMI portò l'istituto a restringere il proprio territorio operativo: tutte le filiali dell'Italia settentrionale e centrale, che andavano a sovrapporsi con la struttura esistente della capogruppo, furono soppresse o trasferite a quest'ultima. Per contro, le filiali Sanpaolo IMI del Mezzogiorno vennero trasferite all'allora Sanpaolo Banco di Napoli.
Per quanto riguarda l'Abruzzo, il Molise e il basso Lazio, aree a forte radicamento del Banco di Napoli dal momento che in epoca pre-unitaria facevano parte del Regno delle Due Sicilie, si scelse inizialmente di far gestire i relativi sportelli al Sanpaolo; in seguito quelli delle due prime regioni saranno inglobati, dopo la nascita di Intesa Sanpaolo, nella Banca dell'Adriatico, per poi ritornare sotto l'egida della capogruppo dal 16 maggio 2016.
Il Banco di Napoli operava pertanto solamente in Campania, Puglia, Basilicata e Calabria con l'eccezione dello sportello presso Palazzo Montecitorio in Roma, con una rete che comprendeva 687 filiali e un organico complessivo di circa 5.750 dipendenti.

## Elenco dei Presidenti
- Ivo Vanzi (1948 - 1958)
- Epicarmo Corbino (1959 - 1964)
- Stanislao Fusco (1965 - 1974)
- Paolo Pagliazzi (1975 - 1979)
- Luigi Coccioli (1983-1993)
- Ferdinando Ventriglia (1993-1994)
- Carlo Pace (1995-1996)
- Giuseppe Falcone (1996-2000)
- Federico Pepe (2000-2002)
- Alfonso Iozzo (2003-2006)
- Vincenzo Pontolillo (2006-2008)
- Enzo Giustino (2009-2012)
- Maurizio Barracco (2012-2018)